# Constitución cubana de 2019
La Constitución cubana de 2019 (nombre oficial: Constitución de la República de Cuba) es la norma jurídica suprema (o máxima) del ordenamiento jurídico de la República de Cuba. Fue aprobada por la Asamblea Nacional del Poder Popular, en el Segundo Período Ordinario de Sesiones de la IX Legislatura, y ratificada en referéndum popular el 24 de febrero de 2019 aprobada con el 86,85 % de los votos. Sustituye a la Constitución cubana de 1976. Ésta se compone del preámbulo y de 229 artículos (92 más que la anterior Constitución de 1976). Subraya el carácter «irrevocable» del socialismo como sistema social en la isla, pero abre su economía al mercado, la propiedad privada y la inversión extranjera, todo bajo control del Estado (Economía de mercado socialista). También reconoce al Partido Comunista (PCC) como partido único, «vanguardia organizada de la nación cubana, sustentado en su carácter democrático» y como «la fuerza política dirigente superior de la sociedad y del Estado». El texto recupera la figura del primer ministro de Cuba.

## Antecedentes
La constitución de Cuba de 1976 había sufrido tres reformas en 1978 1992 y 2002. La Constitución de 2019 es la expresión jurídico-formal de un proceso constituyente material tras la refundación de las relaciones económicas y sociales de la isla desde inicios de la década de 1990, con la caída del campo socialista y el inicio del denominado período especial.
La introducción de reformas para hacer frente a la difícil crisis económica se inicia a partir de la celebración del IV Congreso del PCC, en octubre de 1991 que se traslada a la Ley de Reforma Constitucional de 12 de julio de 1992,  base jurídica sobre la que desde este momento se articulará la adaptación de la Cuba socialista al nuevo orden mundial. En el sentido económico, la reforma jurídica introduce, básicamente, cambios: 1) en las formas de propiedad; y, 2) la regulación del comercio exterior.
Un segundo período de transformaciones se inicia en 2006 con el abandono de Fidel Castro de la dirección política del país. Con Raúl Castro al frente, se activa otro paquete de transformaciones del modelo socioeconómico, plasmadas en múltiples modificaciones a leyes, decretos-leyes, decretos y reglamentos.
Mylai Burgos, jurista experta en legislación cubana señala que dichas transformaciones han tenido tres momentos clave: sus inicios, desde 2006 con mayor consolidación a partir de 2008. El VI Congreso del PCC, en abril de 2011, y los lineamientos de políticas económicas y sociales surgidos de él que tuvieron un proceso previo de discusión participativa en el seno de la sociedad. Y, por último, el restablecimiento de las relaciones diplomáticas con Estados Unidos, a partir de 2015.

## Proceso constitucional
El proyecto constitucional fue sometido a consulta popular entre agosto y noviembre de 2018. A través de asambleas, el pueblo de Cuba discutió y debatió las necesidades que debería incorporar la nueva Constitución que se tradujeron en  9595 «propuestas tipo», de las cuales 4809 (50,1 por ciento) fueron aprobadas y el resto (49,9 por ciento) se descartaron por improcedentes desde el punto de vista jurídico, ya que no eran contenidos constitucionales sino "detalles que no tienen sentido en la lógica constitucional, como dudas y preguntas", explicó el secretario del Consejo de Estado, Homero Acosta. Las opiniones de los cubanos residentes en el extranjero fueron agrupadas en 978 "propuestas tipo", siendo aceptadas 391 de ellas.
Del total, la comisión redactora realizó 760 cambios que fueron revisados por la Asamblea Nacional del Poder Popular (ANPP). En diciembre de 2018 debatió y votó los cambios. 134 Artículos fueron modificados, lo que representa casi el 60 por ciento. Se eliminaron tres artículos y 87 continuaron sin cambios.
La Constitución de 2019 fue ratificada en el referéndum el 24 de febrero de 2019 con un 86,8 % de votos, ejerciendo su derecho al voto 7 848 343 personas participando un 84 % del censo. Del total de 7,8 millones de votantes, un 9 % votó en contra, un 2,53 % en blanco, y un 1,62 % de las papeletas fueron anuladas por diferentes motivos. Se declararon válidas 7 522 569 boletas, lo que representó el 95,85 % de participación popular. Según datos oficiales, 6 816 169 ciudadanos votaron a favor de la nueva Constitución y se expresaron en contra 706 400, el 9 % del electorado. La oposición ilegal mostró su desacuerdo absteniéndose, votando en blanco o dañando las papeletas.
La nueva Constitución entró en vigor el mismo día en que 150 años atrás se comenzó a redactar la primera Carta Magna de la isla y, según Castro, es un texto «hijo de su tiempo» que «garantiza la continuidad de la Revolución y sintetiza las aspiraciones de todos los que han luchado por una Cuba de justicia social».

## Principales cambios de la Constitución
La Constitución de Cuba de 2019 está compuesta por 229 artículos, 11 títulos, 2 disposiciones especiales, 13 transitorias y 2 finales, y fue sometida durante tres meses a un proceso de debate popular en el que por primera vez participó la emigración cubana.
Los principales cambios de Constitución de Cuba de 2019 son:

### Derechos y Deberes
- «Ciudadano cubano» se cambió por «el pueblo de Cuba»».
- Se incorpora un nuevo artículo que reconoce a la dignidad humana como sustento fundamental de todos los derechos y deberes.
- Se dejó explícito que la adquisición de otra ciudadanía no implica la pérdida de la cubana (ahora aparece en el Art. 36).
- Se añadieron los yacimientos minerales y las playas como parte de la propiedad socialista de todo el pueblo.
- Se declaró explícitamente el carácter laico del Estado.
- Como deberes, se incluyen «respetar y proteger los símbolos patrios» y en un inciso «la flora y la fauna».
- El mercado, la propiedad privada y la inversión extranjera son necesarios para impulsar el crecimiento de la economía del país, bajo embargo de Estados Unidos desde 1962.

### Política
- Se afirma en el preámbulo, que Cuba no volverá jamás al capitalismo «como régimen sustentado en la explotación del hombre por el hombre».
- Se sustituye la mención del marxismo-leninismo por «marxista» y «leninista», por considerarse que el primer término hacía alusión al régimen político de Iósif Stalin.[cita requerida]
- El concepto de la «libertad política» se eliminó, solo se dejó «libertad», que es más amplio.
- La figura del presidente de los Consejos de Estado y de Ministros, que ocupaba Miguel Díaz-Canel, se reemplaza por la del presidente de la República, y se reincorpora la figura del primer ministro.
- El período presidencial será de 5 años, no hay reelección inmediata por igual tiempo. Transcurrido otro periodo constitucional, como mínimo, el expresidente puede volver a postular, sujeto a las mismas condiciones.
- La edad mínima para detentar la presidencia será de 35 años y la máxima de 60 cuando postula por primera vez.

### Trabajo
- Sobre el salario, se indica que «todas las personas (…) reciben el mismo salario por igual trabajo».

### Familia
- El Estado debe tener instituciones y servicios que faciliten a las familias trabajadoras el desempeño de sus responsabilidades.
- El Estado reconoce y protege a las familias, agregándose «cualquiera sea su forma de organización».
- Suprime la anterior definición del matrimonio como la unión entre un hombre y una mujer, y lo conceptualiza solamente como una institución social y jurídica, y una de las formas de organización de las familias, que se funda en el libre consentimiento y en la igualdad de derechos, obligaciones y capacidad legal de los cónyuges.
- Se estipula que las familias se constituyen por vínculos jurídicos o de hechos.
- Se refuerza la responsabilidad de los hijos con los padres y los abuelos: «Los hijos están obligados a respetar, atender y proteger a sus madres, padres y otros parientes, conforme con lo establecido en la ley».
- Los niños y adolescentes son considerados plenos sujetos de derechos.

### Educación
- Se especifica que la educación, con calidad y gratuidad, es un derecho desde la primera infancia hasta los estudios de posgrados.

### Salud
- La Salud Pública se ratifica como responsabilidad del Estado y se incorpora la mención de que sus servicios son de calidad.

### Medios
- En ningún caso los medios fundamentales de la comunicación serán objeto de propiedad privada.